# Eric Charlton Gilroy
Eric Charlton Gilroy, kanadski letalski častnik, vojaški pilot in letalski as, * 21. avgust 1897, Clinton, Ontario, † februar 1965, Michigan.
Nadporočnik Gilroy je v svoji vojaški službi dosegel 7 zračnih zmag.

## Življenjepis
Med prvo svetovno vojno je bil pripadnik 11. eskadrilje Kraljevega letalskega korpusa.